# Haplopappus phyllophorus
Haplopappus phyllophorus là một loài thực vật có hoa trong họ Cúc. Loài này được Reiche mô tả khoa học đầu tiên năm 1901.